# ㅐ
ㅐ – samogłoska należąca do grupy pisma hangul, do oznaczenia samogłoski półotwartej przedniej niezaokrąglonej. Według transkrypcji McCune’a-Reischauera samogłoska brzmi "ae". Jest ona podobna do greckiego Ε.
ㅐ nie jest uwzględniona wśród dwudziestu czterech liter koreańskich w Artykule 4 Koreańskich Zasad Pisowni (Hunminjeongeum) i jest klasyfikowana jako samogłoska zapisana przez połączenie dwóch lub więcej liter.

## Pismo

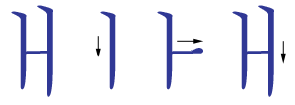
Kolejność stawiania kresek

## Historia
Samogłoska powstała w wyniku połączenie dwóch samogłosek: ㅏ (a) oraz ㅣ (i). W XV wieku dyftong wymawiano jako "ai", pod koniec XVIII wieku natomiast prawdopodobnie zmienił się w pojedynczą samogłoskę.